# Юссуф Абассалах
Юссуф Абассалах (Youssouf Abassalah) (1 квітня 1964) — чадський дипломат. Надзвичайний і Повноважний Посол Чаду в Україні за сумісництвом.

## Життєпис
Народився 1 квітня 1964 року в Зуар.
У 2002—2004 рр. — міністр нафти Чаду · 
У 2004—2006 рр. — міністр гірничодобувної промисловості Чаду
У 2006—2008 рр. — міністр торгівлі Чаду
У 2010—2012 рр. — міністр торгівлі і промисловості Чаду.
З 12 листопада 2012 року — Надзвичайний і Повноважний Посол Чаду в РФ та в Україні за сумісництвом.
26 травня 2015 року — вручив вірчі грамоти Президенту України Петру Порошенку.